# Gourdin
Pour les articles homonymes, voir Gourdin (homonymie).
Pour l’article ayant un titre homophone, voir Gourdain.

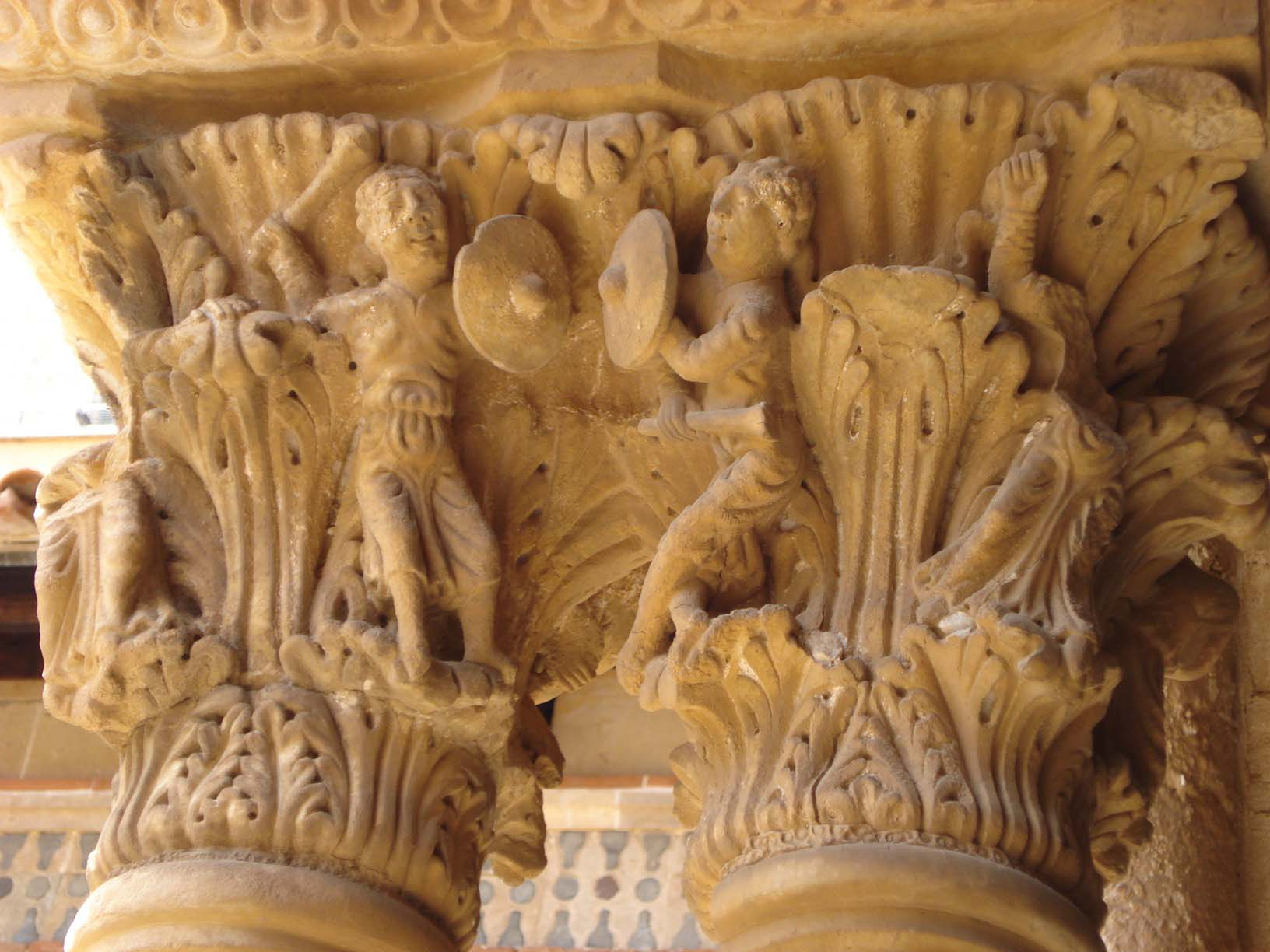
Duel à la massue, Bas-relief sur chapiteau du cloître de Monreale

Un gourdin (ou massue) est une des armes les plus primitives, arme dite de mêlée ou de contact qui semble avoir été universellement utilisée par l'homme. Dans sa première édition (1694), le Dictionnaire de l'Académie française le définit comme suit : « GOURDIN. sub. masc. Gros baston court. Des coups de gourdin. s'il me fasche, je luy donneray du gourdin. »

## Étymologie
L’étymologie de « gourdin » viendrait du celtique : ord en irlandais, gordd en gallois, horz en breton pour « massue ».

## Description
Morphologiquement, le gourdin est un grand bâton dont l'extrémité est plus lourde et épaisse, dite contondante, fait pour frapper brutalement son adversaire ou toute autre chose. Il est généralement utilisé à une main, néanmoins il existe des gourdins nécessitant d'être manipulés à deux mains, dénommés Quarterstaff (en) par les anglophones. Une évolution du gourdin pourrait être le bâton de marche ou la canne utilisée en combat.
En héraldique le gourdin (ou massue) est un meuble associé à l'homme sauvage et à Hercule. Dans l'imagerie populaire, il est associé aux peuples « primitifs » et/ou aux « hommes des cavernes » tels qu'on les imaginait au XIXe siècle : c'est pourquoi il est présent dans de nombreuses fictions préhistoriques. Pourtant, aucune découverte archéologique n'a permis d'attester son utilisation réelle durant la Préhistoire. « Armer la main de l'homme primitif d'une massue nous semble parfaitement naturel, mais il serait vain d'en chercher les traces dans les vitrines des musées ou dans les archives archéologiques. La massue ne s'y trouve pas. En revanche, elle mène une existence fort riche dans le domaine de l'imaginaire. On la retrouve invariablement entre les mains des créatures qui, de même que l'homme préhistorique, manifestent un mélange de traits animaux et humains. Dans la mythologie grecque, les centaures et silènes étaient porteurs de massues, dont ils se servaient pour lutter contre les bêtes féroces. »
La massue représente la force brutale et primitive mais sa symbolique est souvent double. Ainsi la massue entre les mains de Vishnou est un symbole de la connaissance primordiale. Mais elle s'identifie simultanément à Kali, puissance destructrice. La massue du Dagda, dieu druide celte, tue par un bout et ressuscite par l'autre. Du point de vue psychologique, sa symbolique est également double. Symbole de la perversité animale écrasante, elle est aussi symbole de la perversité écrasée.

## Attribut

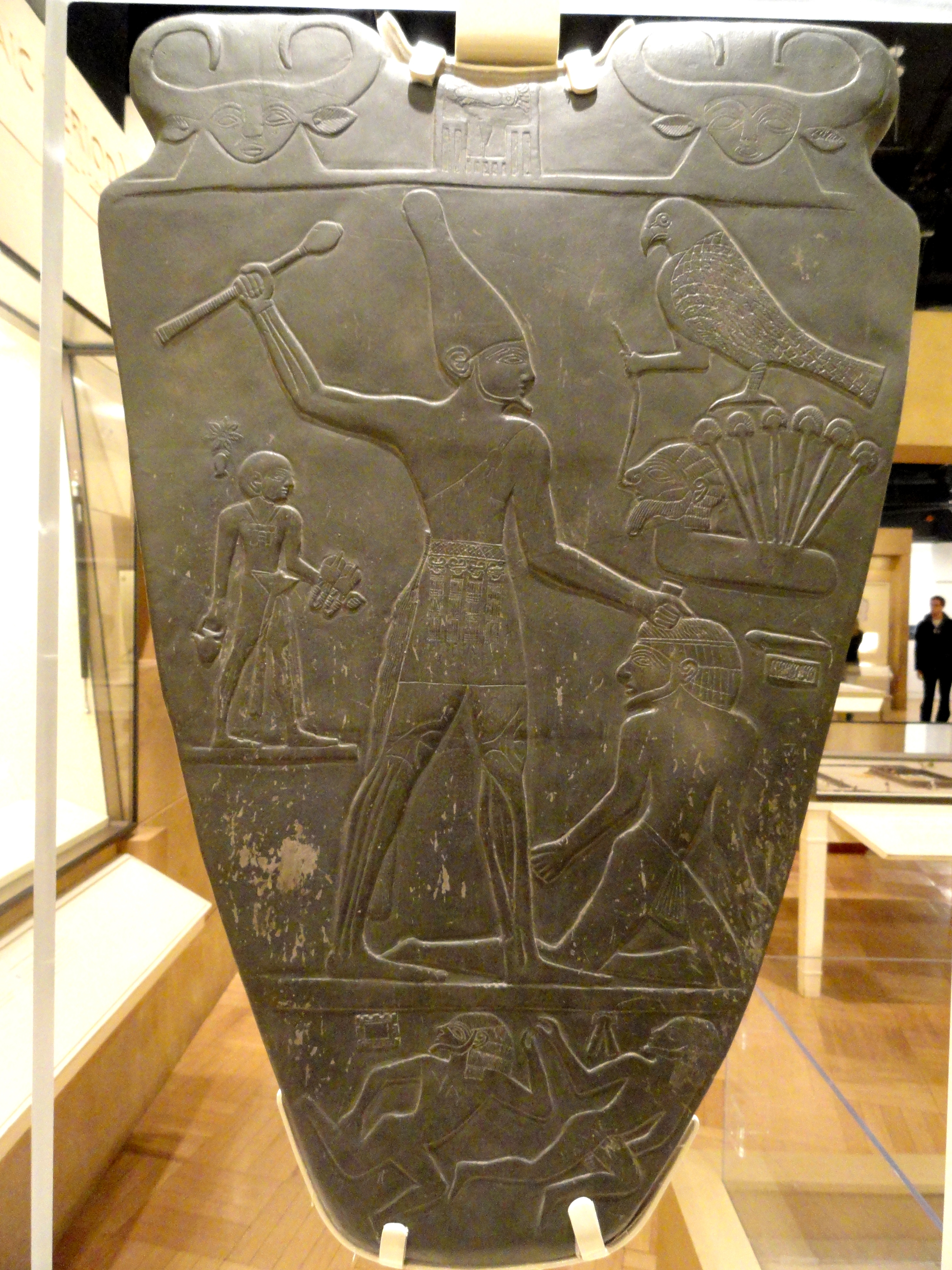
Réplique de la palette de Narmer, Musée royal de l'Ontario.

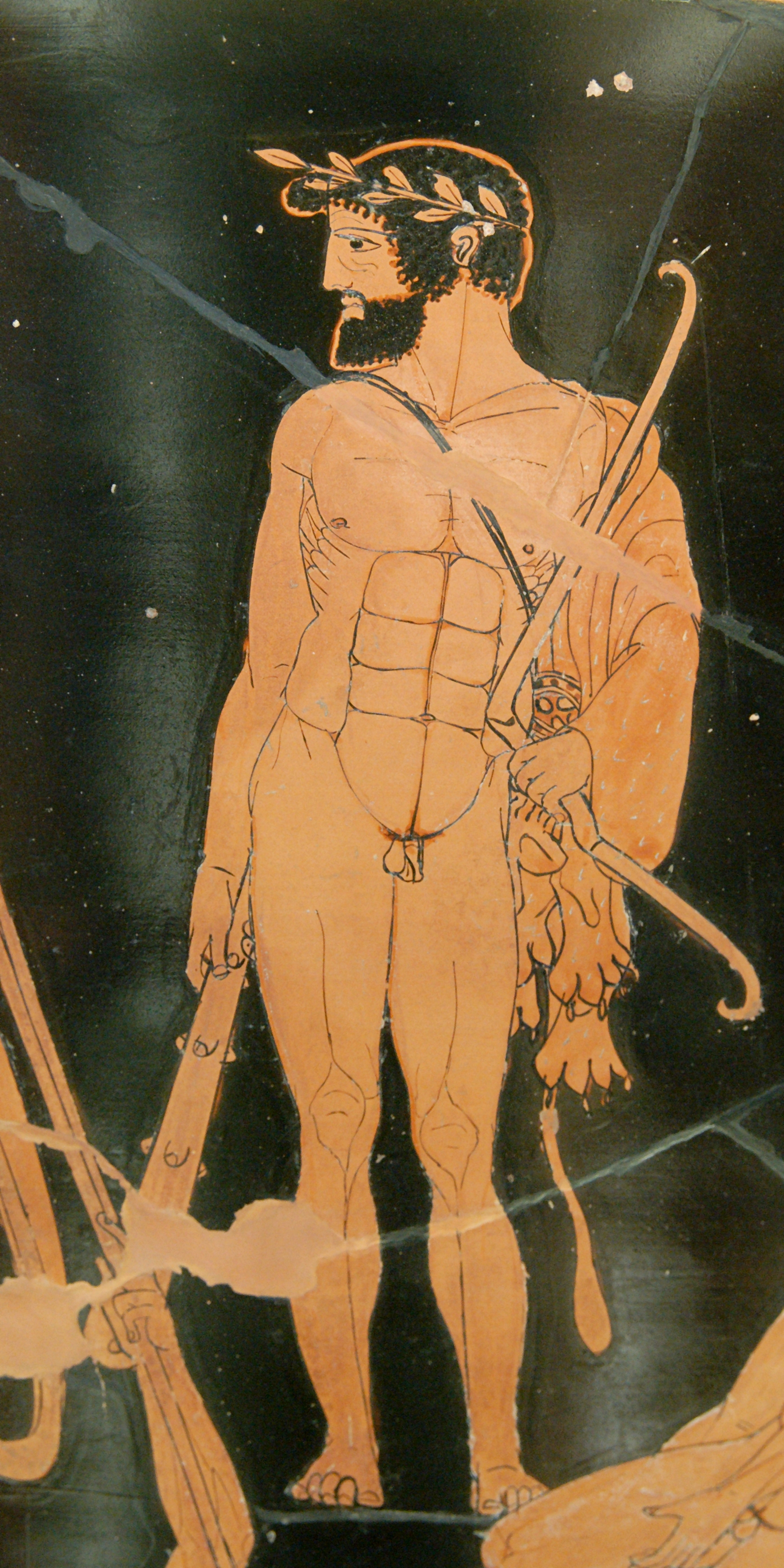
Héraclès portant la peau de lion et tenant sa massue et son arc, musée du Louvre.

En Égypte antique, le pharaon qui triomphe de ses ennemis est représenté tenant un ou des captifs par les cheveux et s'apprêtant à les assommer avec une massue.
La massue est, avec la peau de lion, l'attribut d'Héraclès (ou Hercule) dans la mythologie grecque, et dans les arts plastiques occidentaux.
Dans le bouddhisme, c'est l'arme des Dvarapalas.
Dans la culture populaire, le gourdin est aussi associé à la représentation de la virilité masculine, notamment en Côte d'Ivoire, chez la dynastie des rois Kacou.

## Variétés par régions
Facile à produire et à utiliser, le gourdin est et a été utilisé dans toutes les régions du globe où la flore était suffisamment généreuse pour donner un bois résistant aux chocs. Voici quelques exemples de dénominations relatives à sa longueur, forme, utilisation et origine :

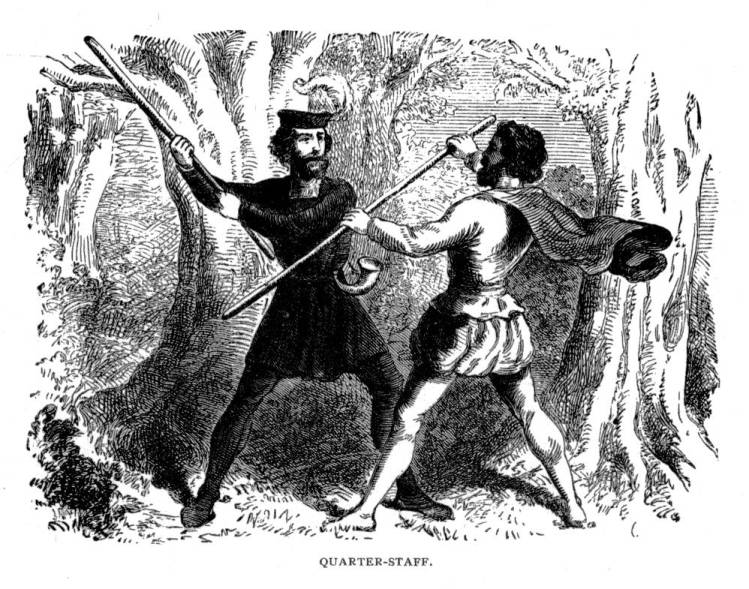
Illustration de techniques de quarterstaff.

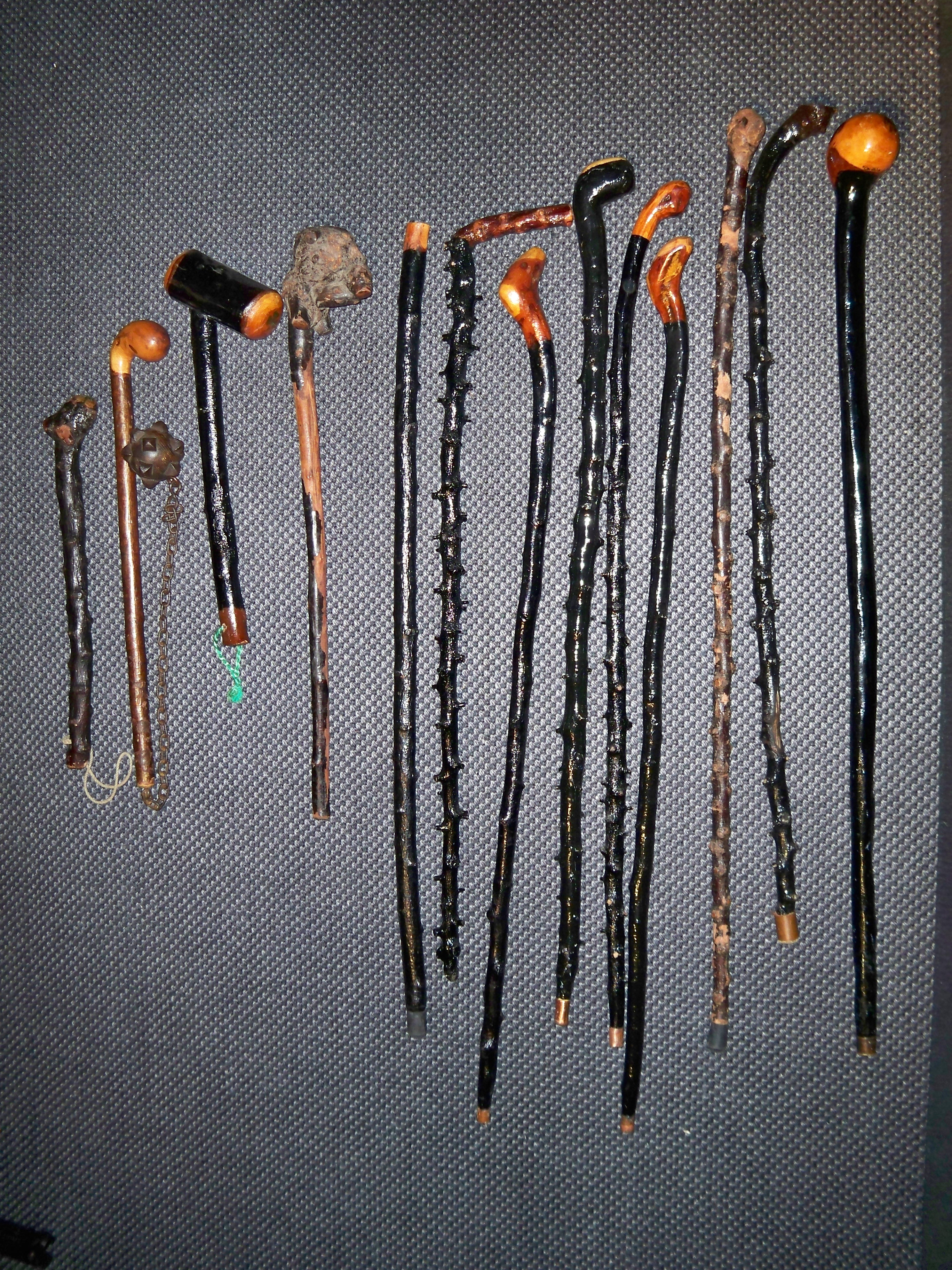
Assortiment de shillelagh.

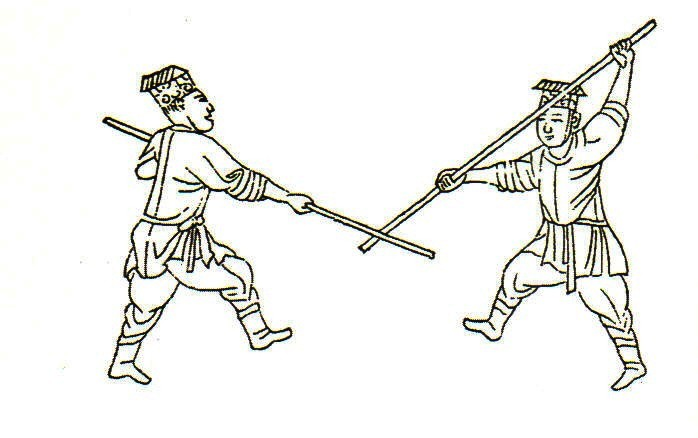
Illustration de techniques de bâton coréen.

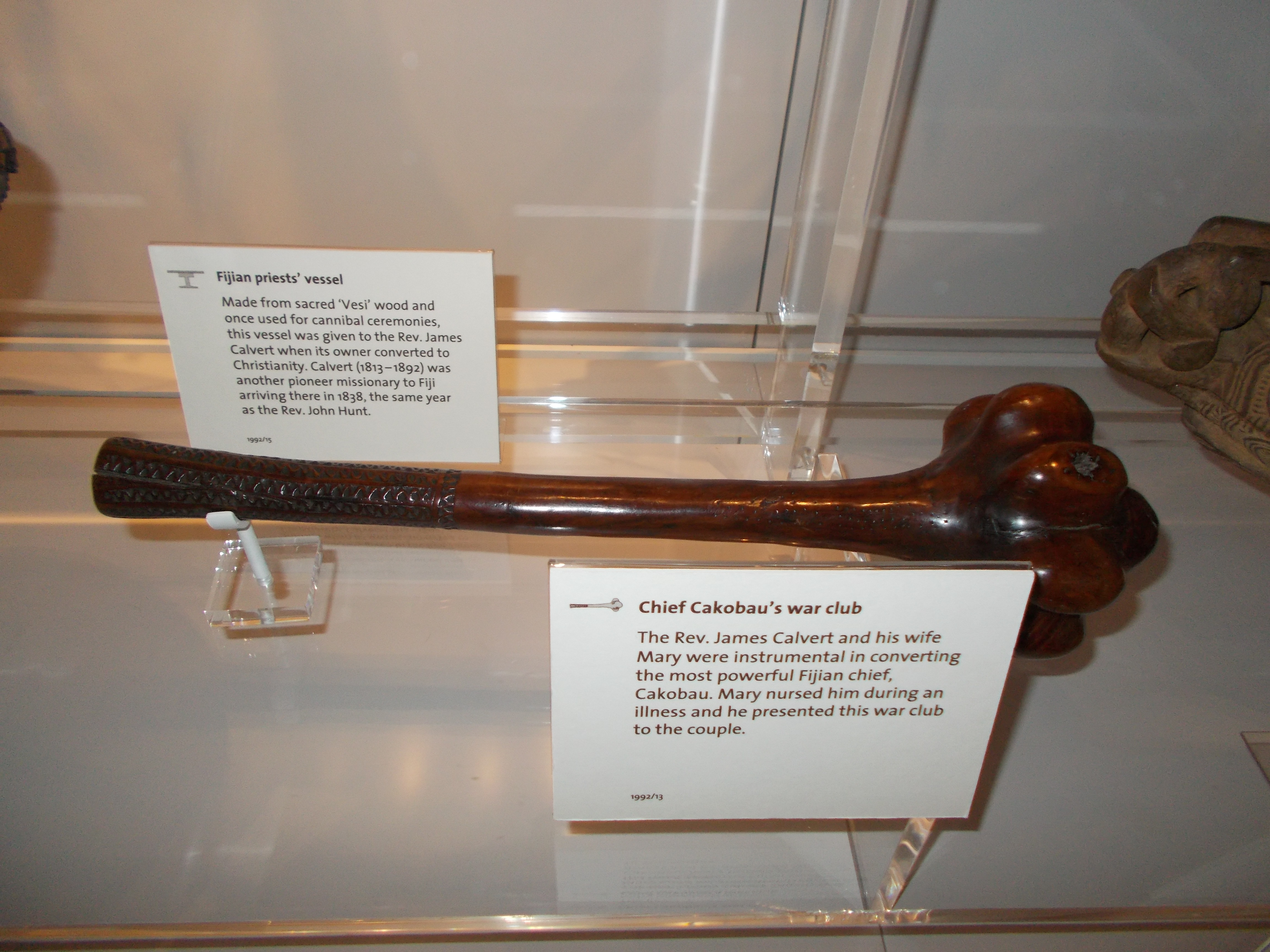
Ula, casse-tête de guerre fidjien.

- Afrique du Sud (voir Lutte Nguni) :
  - Knobkierrie ou iWisa des Zoulous
  - Isiquili
  - Uboko
- Amérique du Sud
  - Macana
- Angleterre :
  - Singlestick
  - Quarterstaff (en)
- Chine :
  - Bang
  - Gun
  - Chang gun
- Fidji
  - Culacula
  - Ula
  - Totokia
  - Gata
  - Sali
  - Bulibuli
- France :
  - Canne de combat
  - Bâton fédéral
  - Penn bazh (en Bretagne)
  - Makila (au Pays basque)
- Îles Canaries :
  - Palo du Juego del Palo (en)
- Îles Marquises
  - U'u
- Îles Salomon
  - Supi
- Inde
  - Daṇḍa
- Iran
  - Chub bazi
- Irlande :
  - Shillelagh ou Bata
- Italie
  - Bastone ou bâton italien
- Kerala, région du Sud de l'Inde (voir Kalarippayatt, l'art martial associé) :
  - Kettukari ou Vaddi
  - Otta
  - Muchan
- Japon :
  - Bō
  - Jō
  - Tanbō
- Nouvelle-Calédonie
  - Massues kanak
- Nouvelle-Zélande
  - Wahaika
  - Kotiate
  - Tewhatewha
  - Patu
  - Taiaha
- Philippines (voir Arnis, l'art martial associé) :
  - Yantok (en)
- Portugal :
  - Pau
- Soudan (voir Lutte nubienne)

## Autres dérivés
Différentes armes peuvent être considérées comme des variantes ou évolutions du gourdin, adaptées à leurs utilisateurs (pratiquants d'arts martiaux, policiers) :
- La batte de baseball est parfois utilisée en tant qu'arme ;
- La masse d'armes est une évolution du gourdin ;
- Le fléau est formé de deux ou trois bâtons reliés entre eux par une attache souple ;
- La matraque est essentiellement utilisée par les forces de l'ordre.